# Quân khu 4, Quân đội nhân dân Việt Nam
Quân khu 4 trực thuộc Bộ Quốc phòng Việt Nam là một trong bảy quân khu hiện nay của Quân đội nhân dân Việt Nam. Địa bàn Quân khu 4 có vị trí hết sức quan trọng nằm dọc hầu hết các tỉnh Bắc Trung Bộ.

## Lịch sử hình thành
- Ngày 15/10/1945, thành lập Chiến khu 4 gồm: Thanh Hoá, Nghệ An, Hà Tĩnh, Quảng Bình, Quảng Trị, Thừa Thiên Huế.
- Ngày 25/1/1948, Chiến khu 4 đổi thành Liên khu 4.
- Ngày 03/6/1957, thành lập Quân khu 4.[2] bao gồm 6 tỉnh: Thanh Hóa, Nghệ An, Hà Tĩnh, Quảng Bình, Quảng Trị và Thừa Thiên Huế.
- Ngày 06/4/1966, thành lập Quân khu Trị Thiên.
- Ngày 6/2/1976, hợp nhất Quân khu 4 và Quân khu Trị Thiên thành Quân khu 4.
- Ngày 18/4/1976, tỉnh đội Thanh Hóa điều chuyển trở lại Quân khu 4.

## Lãnh đạo hiện nay
| Chức vụ                          | Họ và tên (Năm sinh – Quê quán)     | Cấp bậc | Thời gian đảm nhiệm | Chức trách, nhiệm vụ                                                     |
| -------------------------------- | ----------------------------------- | ------- | ------------------- | ------------------------------------------------------------------------ |
| Tư lệnh                          | Hà Thọ Bình (1968 - Thanh Hóa)      |         | tháng 12 năm 2022   | Phụ trách chung, chỉ đạo toàn bộ công tác quân sự                        |
| Chính ủy                         | Đoàn Xuân Bường (1974 - Hà Tĩnh)    |         | Tháng 5 năm 2025    | Phụ trách và chỉ đạo toàn bộ hoạt động công tác Đảng, công tác chính trị |
| Phó Tư lệnh kiêm Tham mưu trưởng | Lê Hồng Nhân (1969 - Hà Tĩnh)       |         | Tháng 12 năm 2022   | Phụ trách công tác tham mưu, tác chiến, lục quân, xăng dầu               |
| Phó Tư lệnh                      | Hoàng Duy Chiến (1974 - Thanh Hóa)  |         | Tháng 4 năm 2025    | Phụ trách công tác hậu cần                                               |
| Phó Tư lệnh                      | Nguyễn Ngọc Hà (1972 – Nghệ An)     |         | tháng 11 năm 2022   | Phụ trách công tác kinh tế, đối ngoại quốc phòng                         |
| Phó Tư lệnh                      | Ngô Nam Cường (1974-Thừa Thiên Huế) |         | tháng 1 năm 2023    | Phụ trách công tác kỹ thuật, tư pháp, thanh tra, pháp chế                |
| Phó Chính ủy                     | Lê Văn Trung (1974-Nghệ An)         |         | Tháng 5 năm 2025    | Phụ trách công tác dân vận, chính sách, công tác đoàn thể                |

## Tổ chức Đảng bộ Quân khu
- Từ năm 2006 thực hiện chế độ Chính ủy, Chính trị viên trong Quân đội. Tổ chức Đảng bộ trong Quân khu 4 theo phân cấp như sau:
  - Đảng bộ Quân khu 4 là cao nhất
  - Đảng bộ Bộ Tham mưu, Cục Chính trị, Cục Hậu cần, Cục Kỹ thuật, các Sư đoàn, Lữ đoàn, Bộ Chỉ huy Quân sự các tỉnh
  - Đảng bộ các đơn vị cơ sở trực thuộc các Cục, Sư đoàn (tương đương cấp Tiểu đoàn và Trung đoàn)
  - Chi bộ các cơ quan đơn vị trực thuộc các đơn vị cơ sở (tương đương cấp Đại đội)
- Danh sách Ban Thường vụ Đảng ủy Quân khu, nhiệm kỳ 2020 – 2025:

1. Thiếu tướng Đoàn Xuân Bường – Bí thư Đảng ủy, Chính ủy Quân khu
2. Trung tướng Hà Thọ Bình – Phó Bí thư Đảng ủy, Tư lệnh Quân khu
3. Thiếu tướng Lê Hồng Nhân– Phó Tư lệnh, Tham mưu trưởng Quân khu
4. Thiếu tướng Lê Văn Trung– Phó Chính ủy Quân khu
5. Đại tá Phạm Văn Đông – Chủ nhiệm Chính trị Quân khu

- Danh sách Ban Chấp hành Đảng bộ Quân khu, nhiệm kỳ 2020–2025:

1. Thiếu tướng Đoàn Xuân Bường – Chính ủy Quân khu
2. Trung tướng Hà Thọ Bình- Tư lệnh Quân khu
3. Thiếu tướng Lê Hồng Nhân – Phó Tư lệnh, Tham mưu trưởng Quân khu
4. Thiếu tướng [[]] – Phó Tư lệnh Quân khu
5. Thiếu tướng Nguyễn Ngọc Hà– Phó Tư lệnh Quân khu
6. Thiếu tướng Lê Văn Trung – Phó Chính ủy Quân khu
7. Đại Tá Phạm Văn Đông – Chủ nhiệm Chính trị Quân khu
8. Thiếu tướng Phan Văn Sỹ – Phó Chủ nhiệm Chính trị Quân khu
9. Đại tá Phạm Văn Dũng – Phó Tham mưu trưởng Quân khu
10. Đại tá Hoàng Văn Vinh – Phó Chủ nhiệm Ủy ban Kiểm tra Đảng ủy Quân khu
11. Đại tá Phạm Đức Tuấn – Chủ nhiệm Hậu cần Quân khu
12. Đại tá Nguyễn Tuấn Anh – Chủ nhiệm Kỹ thuật Quân khu
13. Đại tá Lê Chiến Thắng - Sư đoàn trưởng Sư đoàn 968
14. Đại tá Nguyễn Đức Thạo – Chính ủy Đoàn Kinh tế – Quốc phòng 337
15. Đại tá Hoàng Văn Sinh – Hiệu trưởng Trường Quân sự Quân khu
16. Đại tá Phạm Hùng Thắng – Chủ tịch Hội đồng thành viên Tổng Công ty Hợp tác kinh tế Quân khu

## Tổ chức chính quyền

### Cục Chính trị
Lãnh đạo hiện nay
- Chủ nhiệm:

Thiếu tướng   Phạm Văn Đông - 1971- Thọ Xuân, Thanh Hoá (4/2025)
- Phó Chủ nhiệm:

1. Thiếu tướng Phan Văn Sỹ – 1967 – Nghệ An (7/2017)
2. Đại tá Thái Đức Hạnh – 1977 – Nghệ An (1/2020)
3. Đại tá Đinh Xuân Hướng – 1975 – Quảng Bình (5/2025)
4. Đại tá Nguyễn Kỳ Hồng – 1972– Nghệ An (6/2025)

Các đơn vị trực thuộc
- Ủy ban Kiểm tra Đảng ủy

Phó Chủ nhiệm thường trực: Đại tá Hoàng Văn Vinh (1970)
- Phòng Kế hoạch – Tổng hợp

Trưởng phòng: Thượng tá Hoàng Quốc Hùng (1976)
- Phòng Tổ chức

Trưởng phòng: Đại tá Hoàng Viết Lợi (1976)
- Phòng Cán bộ

Trưởng phòng: Đại tá Lê Doãn Anh (1975)
- Phòng Bảo vệ an ninh

Trưởng phòng: Đại tá Lê Kiên Cường (1973)
- Phòng Tuyên huấn

Trưởng phòng: Đại tá Phạm Xuân Hà (1977)
- Phòng Dân vận

Trưởng phòng: Đại tá Nguyễn Phi Hòa (1970)
- Phòng Chính sách

Trưởng phòng: Thượng tá Nguyễn Trọng Sâm (1974)
- Phòng Công tác quần chúng

Trưởng phòng: Đại tá Bùi Thế Kỷ (1974)
- Tòa án Quân sự Quân khu 4

Chánh án: Đại tá Đặng Văn Phượng
- Viện Kiểm sát Quân sự Quân khu 4

Viện trưởng: Thượng tá Nguyễn Văn Kỷ
- Bảo tàng Quân khu 4
- Báo Quân khu 4
- Xưởng in Quân khu 4
- Đoàn an điều dưỡng 40

### Bộ Tham mưu
Lãnh đạo hiện nay
- Tham mưu trưởng:

1. Thiếu tướng Lê Hồng Nhân - 1969 – Xuân Giang, Nghi Xuân, Hà Tĩnh

(12/2022)
- Phó Tham mưu trưởng:

1. Thiếu tướng Lê Văn Vỹ - 1969 – Quảng Bình (7/2021)
2. Đại tá Phạm Văn Dũng - 1971 – Hà Tĩnh (3/2021)
3. Đại tá Nguyễn Hữu Đàn - 1974

Các đơn vị trực thuộc
- Ban Hành chính
- Phòng Chính trị:

Chủ nhiệm: Thượng tá Nguyễn Doãn Hoan (1977)
- Phòng Tài chính

Trưởng phòng: Đại tá Nguyễn Văn Thao (1976)
- Phòng Hậu cần

Trưởng phòng: Thượng tá Nguyễn Trọng Chiến
- Phòng tác chiến

Trưởng phòng: Thượng tá Bùi Văn Trung (1976)
- Phòng Tác chiến điện tử

Trưởng phòng: Thượng tá Nguyễn Văn Thông (1970)
- Phòng Quân lực

Trưởng phòng: Đại tá Lê Nguyên Dũng (1972)
- Phòng Quân huấn, Nhà trường

Trưởng phòng: Đại tá Nguyễn Tiến Dũng
- Phòng Dân quân tự vệ

Trưởng phòng: Đại tá Đặng Xuân Thu
- Phòng Cơ yếu

Trưởng phòng: Thượng tá Nguyễn Anh Tuấn
- Ban Công nghệ thông tin
- Phòng Khoa học Quân sự

Trưởng phòng: Thượng tá Nguyễn Trường Sơn
- Phòng Thông tin

Trưởng phòng: Đại tá Nguyễn Bình Nguyên (1974)
- Thanh tra Quốc phòng

Chánh Thanh tra: Đại tá Nguyễn Trung Nghĩa (1972)
- Phòng Điều tra hình sự

Trưởng phòng: Đại tá Phan Tiến Dũng
- Phòng Thi hành án

Trưởng phòng: Thượng tá Trần Đình Thông
- Phòng Công binh

Trưởng phòng: Đại tá Lê Bá Dũng
- Phòng Đặc công

Trưởng phòng: Đại tá Nguyễn Tiến Cường
- Phòng Pháo binh

Trưởng phòng: Đại tá Nguyễn Minh Thảo
- Phòng Phòng không

Trưởng phòng: Đại tá Vũ Quang Duy
- Phòng Tăng – Thiết giáp

Trưởng phòng: Đại tá Hoàng Đình Hạnh
- Phòng Quân báo

Trưởng phòng: Đại tá Lê Trạc Hùng
- Phòng Hóa Học

Trưởng phòng: Thượng tá Nguyễn Văn Minh
- Tiểu đoàn Vệ binh 3
- Tiểu đoàn Đặc công 31
- Tiểu đoàn Hóa học 38
- Tiểu đoàn Tác chiến điện tử 97
- Tiểu đoàn Trinh sát 12
- Tiểu đoàn Trinh sát Pháo binh 52
- Xưởng Thông tin
- Trạm khách T50
- Cụm Điệp báo 8
- Cụm Điệp báo 9
- Cụm Điệp báo 13
- Cụm Điệp báo 35
- Cụm Trinh sát kỹ thuật 34

### Cục Hậu cần - Kỹ thuật
Lãnh đạo hiện nay
- Chủ nhiệm: Đại tá Phạm Đức Tuấn (1976)
- Chính ủy: Đại tá Phan Gia Thuận (1969)
- Phó Chủ nhiệm:

1. Đại tá Nguyễn Tuấn Anh (1969)
2. Đại tá Nguyễn Huy Việt (1973)
3. Thượng tá Phan Duy Thuận (1979)

Các đơn vị trực thuộc
- Phòng Tham mưu, Kế hoạch

Trưởng phòng: Đại tá Trần Xuân Thanh
- Phòng Chính trị

Chủ nhiệm: Đại tá Hà Huy Hoàng
- Phòng Doanh trại

Trưởng phòng: Đại tá Trần Quốc Cẩn (1974)
- Phòng Quân y

Trưởng phòng: Đại tá Nguyễn Thanh Bình
- Phòng Quân nhu

Trưởng phòng: Đại tá Đinh Viết Liệu
- Phòng Xăng dầu

Trưởng phòng: Đại tá Trần Hữu Sơn
- Bệnh viện Quân y 4
- Viện Quân y 268
- Kho KX3
- Kho K55
- Đội YHDP
- Căn cứ Hậu cần 1
- Lữ đoàn Vận tải HH 654
- Căn cứ Hậu cần 22

- Phòng Quân khí

Trưởng phòng: Đại tá Lê Thanh Tịnh
- Phòng Xe – Máy và Vận tải

Trưởng phòng: Đại tá Đinh Bạt Hùng (1974)
- Ban Tài chính
- Ban Tiêu chuẩn – Đo lường – Chất lượng
- Kho K1
- Kho K2
- Kho K3
- Kho Kx5
- Xưởng 467

### Bộ Chỉ huy quân sự tỉnh
| Tên đơn vị    | Chỉ huy trưởng                            | Chỉ huy trưởng    | Chính ủy                                     | Chính ủy          |
| Tên đơn vị    | Họ và tên (Năm sinh – Quê quán)           | Đảm nhiệm từ      | Họ và tên (Năm sinh – Quê quán)              | Đảm nhiệm từ      |
| ------------- | ----------------------------------------- | ----------------- | -------------------------------------------- | ----------------- |
| Thanh Hóa     | Đại tá Vũ Văn Tùng (1973 – Thanh Hóa)     | tháng 6 năm 2024  | Đại tá Lê Văn Trung (1974 – Nghệ An)         | tháng 7 năm 2021  |
| Nghệ An       | Đại tá Đinh Bạt Văn (1975 – Nghệ An)      | tháng 6 năm 2025  | Đại tá Nguyễn Văn An (1975 – Nghệ An)        | tháng 7 năm 2025  |
| Hà Tĩnh       | Đại tá Nguyễn Xuân Thắng (1977 - Hà Tĩnh) | tháng 10 năm 2022 | Đại tá Võ Quang Thiện (1974 – Nghệ An)       | tháng 10 năm 2022 |
| Quảng Trị     | Đại tá Đoàn Sinh Hòa (1978 – Quảng Ninh)  | tháng 7 năm 2021  | Đại tá Đinh Xuân Hướng (1975 – Quảng Bình)   | tháng 8 năm 2021  |
| Quảng Trị     | Đại tá Nguyễn Hữu Đàn (1974 – Quảng Trị)  | tháng 12 năm 2019 | Đại tá Nguyễn Bá Duẩn (1972 – Quảng Trị)     | tháng 12 năm 2019 |
| Thành phố Huế | Đại tá Phan Thắng (1977- Thành phố Huế)   | tháng 2 năm 2023  | Đại tá Hoàng Văn Nhân (1970 – Thành phố Huế) | tháng 12 năm 2019 |

### Các Sư đoàn, Lữ đoàn
| Tên đơn vị                    | Sư/Lữ đoàn trưởng                           | Sư/Lữ đoàn trưởng | Chính ủy                                 | Chính ủy          |
| Tên đơn vị                    | Họ và tên                                   | Đảm nhiệm từ      | Họ và tên                                | Đảm nhiệm từ      |
| ----------------------------- | ------------------------------------------- | ----------------- | ---------------------------------------- | ----------------- |
| Sư đoàn Bộ binh 324           | Đại tá Nguyễn Thao Trường (1975 – Nghệ An)  | tháng 11 năm 2022 | Đại tá Nguyễn Văn An (1975 - Quảng Ngãi) | tháng 6 năm 2024  |
| Sư đoàn Bộ binh 968           | Đại tá Lê Chiến Thắng (1976 – Quảng Trị)    | tháng 10 năm 2022 | Đại tá Đặng Quyết Thắng (1977 – Nghệ An) | tháng 3 năm 2025  |
| Sư đoàn Bộ binh 341           | Đại tá Đặng Xuân Thu (1974 – Thanh Hóa)     | tháng 1 năm 2025  | Đại tá Nguyễn Văn Linh                   | tháng 7 năm 2019  |
| Lữ đoàn Công binh 414         | Đại tá Mai Văn Thanh (1972- Thanh Hóa)      | tháng 8 năm 2021  | Đại tá Trần Thanh Bình (1974- Hà Tĩnh)   | tháng 11 năm 2020 |
| Lữ đoàn Phòng không 283       | Đại tá Trần Xuân Hòe                        | tháng 4 năm 2019  | Đại tá Võ Xuân Sơn                       | tháng 1 năm 2024  |
| Lữ đoàn Pháo binh 16          | Đại tá Nguyễn Bá Thủy                       | tháng 5 năm 2018  | Thượng tá Nguyễn Ngọc Thông (Nghệ An)    | tháng 3 năm 2025  |
| Lữ đoàn Thông tin 80          | Thượng tá Hoàng Đình Thắng (1974 – Nghệ An) | tháng 2 năm 2025  | Đại tá Trần Hoài Nam (1977 – Hà Tĩnh)    | tháng 12 năm 2022 |
| Lữ đoàn Tăng – Thiết giáp 206 | Đại tá Nguyễn Trọng Sơn (1973- Nghệ An)     | tháng 1 năm 2025  | Đại tá Nguyễn Đức Tùng                   | tháng 5 năm 2019  |

### Các đơn vị khác
- Văn phòng Quân khu – Chánh Văn phòng: Đại tá Phan Huy Tâm
- Trường Quân sự Quân khu 
  - Hiệu trưởng: Đại tá Nghiêm Việt Đức
  - Chính ủy: Đại tá Nguyễn Thanh Hùng
- Trường Cao đẳng Nghề số 4 – Hiệu trưởng: Thượng tá Nguyễn Anh Tuấn
- Tổng Công ty Hợp tác Kinh tế Coecco
  - Chủ tịch Hội đồng thành viên: Đại tá Phạm Hùng Thắng
  - Tổng giám đốc: Thượng tá Võ Văn Hiệp
  - Phòng chính trị:Chủ nhiệm Đại tá Võ Văn Đức
  - Phòng quân sự cơ sở:
  - Phòng tài chính:
  - Phòng kế hoạch thị trường:
  - Phòng tổ chức lao động:
  - Phòng công nghệ kỹ thuật:
- Đoàn Kinh tế Quốc phòng 4
  - Đoàn trưởng: Đại tá Lê Văn Thắng
  - Chính ủy: Đại tá Chu Huy Luơng
- Đoàn Kinh tế Quốc phòng 5
  - Đoàn trưởng: Đại tá Lê Vinh
  - Chính ủy: Đại tá Mai Văn Tài
- Đoàn Kinh tế Quốc phòng 92
  - Đoàn trưởng: Thượng tá Lê Văn Hòa
  - Chính ủy: Đại tá Lưu Đức Chinh
- Đoàn Kinh tế Quốc phòng 337
  - Đoàn trưởng: Đại tá Uông Đình Tân
  - Chính ủy: Đại tá Nguyễn Đức Thạo

## Thành tích
- Huân chương Sao Vàng  (năm 1985 và 2010)
- Huân chương Hồ Chí Minh  (năm 1979 và 2001)
- Huân chương Độc lập  hạng Nhất (năm 1965)
- Huân chương Tự do hạng Nhì của nước Cộng hòa Dân chủ nhân dân Lào (năm 2012)[3]

## Tư lệnh qua các thời kỳ
| TT | Họ tên (năm sinh–mất)         | Nhiệm kỳ         | Cấp bậc                                                                    | Chức vụ cuối cùng                                                                                             | Ghi chú                |
| -- | ----------------------------- | ---------------- | -------------------------------------------------------------------------- | --- | ---------------------- |
| 1  | Lê Thiết Hùng (1908–1986)     | 1946–1947        | Thiếu tướng (1948)                                                         | Phó Trưởng ban Ban Đối ngoại Trung ương (1970–1975)                                                           | Khu trưởng Chiến khu 4 |
| 2  | Chu Văn Tấn (1909–1984)       | 1947–1948        | Thiếu tướng (1948) Thượng tướng (1959) (vượt cấp)                          | Phó Chủ tịch Quốc hội                                                                                         | Khu trưởng Chiến khu 4 |
| 3  | Nguyễn Sơn (1908–1956)        | 1948–1949        | Thiếu tướng (1948)                                                         | | Tư lệnh Liên khu 4     |
| 4  | Hoàng Minh Thảo (1921–2008)   | 1949–1950        | Thiếu tướng (1959) Trung tướng (1974) Thượng tướng (1984),                 | Viện trưởng Viện Chiến lược Quân sự (1990–1995)                                                               |                        |
| 5  | Trần Sâm (1918–2009)          | 1950–1953        | Thiếu tướng (1959) Trung tướng (1974) Thượng tướng (1986)                  | Thứ trưởng Bộ Quốc phòng (1982–1990)                                                                          |                        |
| 6  | Nguyễn Đôn (1918–2016)        | 1953–1959        | Thiếu tướng Trung tướng (1974)                                             | Phó Chủ nhiệm Ủy ban Thanh tra Chính phủ (1978 – 1982) Phó Chủ tịch Hội Cựu Chiến binh Việt Nam (1992 – 1997) |                        |
| 7  | Chu Huy Mân (1913–2006)       | 1961–1965        | Thượng tướng (1974) Đại tướng (1980)                                       | Phó Chủ tịch Hội đồng Nhà nước (1981–1986)                                                                    |                        |
| 8  | Trần Văn Quang (1917–2013)    | 1965–1965        | Thiếu tướng (1958) Trung tướng (1974) Thượng tướng (1984),                 | Thứ trưởng Bộ Quốc phòng (1981–1992)                                                                          |                        |
| 9  | Vũ Nam Long (1921–1999)       | 1965–1966        | Thiếu tướng (1974) Trung tướng (1981)                                      | Phó Giám đốc Học viện Quốc phòng (1977–1988)                                                                  |                        |
| 10 | Đàm Quang Trung (1921–1995)   | 1967–1971        | Trung tướng (1980) Thượng tướng (1984)                                     | Phó Chủ tịch Hội đồng Nhà nước (1987–1992)                                                                    |                        |
| 11 | Vương Thừa Vũ (1910–1980)     | 1971–1973        | Thiếu tướng (1954) Trung tướng (1974)                                      | Phó Tổng Tham mưu trưởng Quân đội nhân dân Việt Nam (1964– 1980)                                              |                        |
| 12 | Đàm Quang Trung (1921–1995)   | 1973–1976        | Thiếu tướng (1974) Thượng tướng (1984)                                     | Phó Chủ tịch Hội đồng Nhà nước (1987–1992)                                                                    |                        |
| 13 | Giáp Văn Cương (1921–1990)    | 1976–1977        | Đô đốc (1988)                                                              | Tư lệnh Quân chủng Hải quân                                                                                   |                        |
| 14 | Hoàng Minh Thi (1922–1981)    | 1978–1981        | Thiếu tướng (1974)                                                         | |                        |
| 15 | Hoàng Cầm (1920–2013)         | 1981–12.1986     | Trung tướng (1982) Thượng tướng (1987)                                     | Tổng Thanh tra Quân đội (1987–1992)                                                                           |                        |
| 16 | Nguyễn Quốc Thước (1926–)     | 04.1986–12.1997  | Trung tướng (1987)                                                         | Phó Chủ tịch Hội Cựu chiến binh Việt Nam (1997–2002)                                                          |                        |
| 17 | Nguyễn Khắc Dương (1944–2008) | 12.1997– 02.2002 | Trung tướng                                                                | |                        |
| 18 | Trương Đình Thanh (1944–2005) | 02.2002– 01.2005 | Trung tướng (2003)                                                         | |                        |
| 19 | Đoàn Sinh Hưởng (1949–)       | 2005–2008        | Trung tướng (2006)                                                         | |                        |
| 20 | Nguyễn Hữu Cường (1954–)      | 2009–2014        | Trung tướng (2009)                                                         | |                        |
| 21 | Nguyễn Tân Cương (1966–)      | 11.2014–11.2018  | Thiếu tướng (2012) Trung tướng (2016) Thượng tướng (2021) Đại tướng (2024) | Tổng tham mưu trưởng Quân đội nhân dân Việt Nam (2021 – nay) Thứ trưởng Bộ Quốc phòng (2019 – nay)            |                        |
| 22 | Nguyễn Doãn Anh (1967–)       | 11.2018–11.2022  | Thiếu tướng (2015) Trung tướng (2019) Thượng tướng (2024)                  | Phó Tổng tham mưu trưởng Quân đội nhân dân Việt Nam                                                           |                        |
| 23 | Hà Thọ Bình (1968–)           | 11.2022 – nay    | Thiếu tướng (2017) Trung tướng(2022)                                       | |                        |

## Chính ủy qua các thời kỳ
| TT | Họ tên (năm sinh–mất)         | Nhiệm kỳ         | Cấp bậc                               | Chức vụ cuối cùng                                                                                                   | Ghi chú                     |
| -- | ----------------------------- | ---------------- | ------------------------------------- | --- | --------------------------- |
| 1  | Hồ Tùng Mậu (1896–1951)       | 1945–1946        |                                       | Tổng Thanh tra Chính phủ                                                                                            | Chính trị ủy viên Chiến khu |
| 2  | Trần Văn Quang (1917–2013)    | 1946–1947        | Thượng tướng (1984)                   | Thứ trưởng Bộ Quốc phòng (1981–1992)                                                                                | Chính trị ủy viên Chiến khu |
| 3  | Nguyễn Thanh Đồng (1920–1972) | 1947–1947        |                                       | | Chính trị ủy viên Chiến khu |
| 4  | Trần Văn Quang (1917–2013)    | 1947–1950        | Thượng tướng (1984)                   | Thứ trưởng Bộ Quốc phòng (1981–1992)                                                                                | Chính ủy Liên khu           |
| 5  | Lê Chưởng (1914–1973)         | 1950–1951        | Thiếu tướng (1959)                    | Thứ trưởng Bộ Giáo dục Đào tạo (1971–1973)                                                                          |                             |
| 6  | Trần Sâm (1918–2009)          | 1951–1951        | Thượng tướng (1986)                   | Thứ trưởng Bộ Quốc phòng (1982–1986)                                                                                |                             |
| 7  | Võ Thúc Đồng (1914–2007)      | 1951–1957        |                                       | Trưởng ban Nông nghiệp Trung ương (1977 – 1982)                                                                     |                             |
| 8  | Chu Huy Mân (1913–2006)       | 1957–1958        | Đại tướng (1982)                      | Phó Chủ tịch Hội đồng Nhà nước khóa VII (1981–1986)                                                                 | Chính ủy Quân khu           |
| 9  | Nguyễn Trọng Vĩnh (1916–)     | 1958–1961        | Thiếu tướng (1959)                    | Phó Chủ tịch Hội Cựu Chiến binh Việt Nam (1990 – 1997)                                                              |                             |
| 10 | Chu Huy Mân (1913–2006)       | 1961–1963        | Đại tướng (1982)                      | Phó Chủ tịch Hội đồng Nhà nước khóa VII (1981–1986)                                                                 | Chính ủy Quân khu           |
| 11 | Đồng Sỹ Nguyên (1923–)        | 1964–1965        | Trung tướng (1974)                    | Phó Chủ tịch Hội đồng Bộ trưởng                                                                                     |                             |
| 12 | Lê Hiến Mai (1918–1992)       | 1965–1966        | Trung tướng (1974)                    | Chủ nhiệm Ủy ban Y tế – Xã hội của Quốc hội, kiêm Chủ nhiệm Ủy ban Điều tra tội ác chiến tranh xâm lược (1982–1990) |                             |
| 13 | Lê Quang Hòa (1914–1993)      | 1967–1973        | Thượng tướng (1986)                   | Thứ trưởng Bộ Quốc phòng Việt Nam kiêm Tổng thanh tra Quân đội (1986–)                                              |                             |
| 14 | Đặng Hòa (1927–2007)          | 1973–1977        | Trung tướng (1986)                    | Phó Chủ nhiệm UBKT Quân ủy Trung ương (1988–)                                                                       | Phó Tư lệnh về chính trị    |
| 15 | Lê Quang Hòa (1914–1993)      | 1977–1980        | Thượng tướng (1986)                   | Thứ trưởng Bộ Quốc phòng kiêm Tổng thanh tra Quân đội (1986–)                                                       | Tư lệnh kiêm Chính ủy       |
| 16 | Đặng Hòa (1927–2007)          | 1980–1988        | Trung tướng (1986)                    | Phó Chủ nhiệm UBKT Quân ủy Trung ương (1988–)                                                                       | Phó Tư lệnh về chính trị    |
| 17 | Lê Văn Dánh (1930–1992)       | 1988–1991        | Thiếu tướng                           | |                             |
| 18 | Phạm Văn Long (1946–)         | 1995–1997        | Trung tướng (1998)                    | Phó Chủ nhiệm Tổng cục Chính trị (1997–2008)                                                                        |                             |
| 19 | Phạm Hồng Minh (1946–)        | 1997–2005        | Trung tướng                           | |                             |
| 20 | Mai Quang Phấn (1953–)        | 2005–02.2012     | Thiếu tướng Thượng tướng (2014)       | Phó Chủ nhiệm Tổng cục Chính trị (2012–2016)                                                                        | Chính ủy Quân khu           |
| 22 | Võ Văn Việt (1957)            | 02.2012–11.2017  | Thiếu tướng (2012) Trung tướng (2016) | |                             |
| 23 | Trần Võ Dũng (1965)           | 11.2017–04.2025  | Thiếu tướng (2016) Trung tướng (2020) | |                             |
| 24 | Đoàn Xuân Bường               | 18/05/2025 - Nay | Thiếu tướng                           | |                             |

## Phó Tư lệnh, Tham mưu trưởng qua các thời kỳ
| TT | Họ tên (năm sinh–mất)         | Nhiệm kỳ       | Cấp bậc                                                                    | Chức vụ cuối cùng                                                        | Ghi chú                           |
| -- | ----------------------------- | -------------- | -------------------------------------------------------------------------- | ------------------------------------------------------------------------ | --------------------------------- |
| 1  | Lê Như Hoan                   | 1964–1965      | Đại tá                                                                     | Phó chủ tịch tỉnh Thanh Hóa, Thẩm phán tòa án tối cao                    |                                   |
| 2  | Nguyễn Thăng Binh             | 1968–1970      | Đại tá                                                                     |                                                                          | Hy sinh 2/2/1970 Tại Lào          |
| 3  | Dương Bá Nuôi (1920–2006)     | 1972–1979      | Thiếu tướng (1977)                                                         |                                                                          |                                   |
| 4  | Lê Hữu Đức (1925–2018)        | 1979–1983      | Thiếu tướng (1980) Trung tướng (1988)                                      | Phó Giám đốc Học viện Quốc phòng                                         |                                   |
| 5  | Nguyễn Quốc Thước (1926–)     | 1983–1987      | Trung tướng (1987)                                                         | Phó Chủ tịch Hội Cựu chiến binh Việt Nam (1997–2002)                     |                                   |
| 6  | Trương Đình Thanh (1944–2005) | 1988–1997      | Thiếu tướng (1992) Trung tướng (2002)                                      |                                                                          | mất 26.01.2005 do tai nạn máy bay |
| 7  | Phạm Huy Chưởng (1944–)       | 1997–2002      | Thiếu tướng (1992)                                                         |                                                                          |                                   |
| 8  | Nguyễn Bá Tuấn (1952–2005)    | 2002–2005      | Thiếu tướng                                                                |                                                                          | mất 26.01.2005 do tai nạn máy bay |
| 9  | Nguyễn Đình Giang (1955–)     | 2005–2007      | Thiếu tướng Trung tướng (2010)                                             | Chánh Thanh tra Bộ Quốc phòng (2010–2015)                                |                                   |
| 10 | Hồ Ngọc Tỵ (1953–)            | 2008–2013      | Thiếu tướng (2008)                                                         |                                                                          |                                   |
| 11 | Nguyễn Tân Cương (1966–)      | 2013–11.2014   | Thiếu tướng (2012) Trung tướng (2016) Thượng tướng (2021) Đại tướng (2024) | Thứ trưởng Bộ Quốc phòng (12.2019–nay) Tổng Tham mưu trưởng (4.2021–nay) |                                   |
| 12 | Đặng Trọng Quân (1961–)       | 11.2014–9.2018 | Thiếu tướng (2014) Trung tướng (2019)                                      | Chánh Thanh tra Bộ Quốc phòng Việt Nam (10.2018–7.2021)                  |                                   |
| 13 | Hà Thọ Bình (1968–)           | 9.2018–12.2022 | Thiếu tướng (2018)                                                         |                                                                          |                                   |
| 14 | Lê Hồng Nhân (1969-)          | 12.2022 - nay  | Thiếu tướng (2022)                                                         |                                                                          |                                   |

## Phó Tư lệnh qua các thời kỳ
| TT | Họ tên (năm sinh–mất)         | Nhiệm kỳ       | Cấp bậc                               | Chức vụ cuối cùng                                                                                   | Ghi chú |
| -- | ----------------------------- | -------------- | ------------------------------------- | --------------------------------------------------------------------------------------------------- | --- |
| 1  | Nguyễn Sùng Lãm (1925–2012)   | 1974–1978      | Thiếu tướng (1980) Trung tướng (1986) | Tư lệnh Đặc khu Quảng Ninh (1982–1987) Trưởng đoàn Chuyên gia Quân sự Việt Nam tại Cuba (1988–1991) | |
| 2  | Cao Xuân Khuông (1942–)       | 1995–2002      | Thiếu tướng                           | | |
| 3  | Võ Văn Chót                   |                | Thiếu tướng                           | | |
| 4  | Trương Đình Thanh (1944–2005) | 1997–2002      | Thiếu tướng (1992) Trung tướng (2002) | | Hy sinh ngày 26/01/2005 do tai nạn máy bay                                                                       |
| 5  | Phạm Huy Chưởng (1944–)       | 2002–2005      | Thiếu tướng (1992)                    | | |
| 6  | Nguyễn Văn Học (1953–)        | 2006–2013      | Thiếu tướng (2006)                    | | |
| 7  | Trần Hữu Tuất (1956)          | 2009–9.2016    | Thiếu tướng (2010)                    | | |
| 8  | Nguyễn Chí Hướng (1958–)      | 2012–2018      | Thiếu tướng (2010)                    | | |
| 9  | Đặng Trọng Quân (1961–)       | 4.2014–11.2014 | Thiếu tướng (2014) Trung tướng (2019) | Chánh Thanh tra Bộ Quốc phòng Việt Nam (2018–7/2021)                                                | |
| 10 | Nguyễn Sỹ Hội (1960–)         | 4.2014–3.2020  | Thiếu tướng (2014)                    | | |
| 11 | Hà Tân Tiến (1962–)           | 11.2016–8.2022 | Thiếu tướng (2017)                    | | |
| 12 | Hà Thọ Bình (1968–)           | 3.2018–9.2018  | Thiếu tướng (2018)                    | | |
| 13 | Nguyễn Văn Man (1966–2020)    | 6.2019–10.2020 | Thiếu tướng (2020)                    | | Hy sinh tháng 10 năm 2020 tại tỉnh Thừa Thiên Huế trong quá trình cứu hộ cứu nạn ở khu vực thủy điện Rào Trăng 3 |
| 14 | Nguyễn Anh Tuấn (1968–)       | 3.2020–7.2022  | Thiếu tướng (2018) Trung tướng (2022) | Phó Giám đốc Học viện Quốc phòng (8.2022–nay)                                                       | |
| 15 | Lê Tất Thắng(1966–)           | 1.2021–nay     | Thiếu tướng (2021)                    | | |
| 16 | Lê Hồng Nhân (1969-)          | 9.2022-12.2022 | Thiếu tướng (2022)                    | | |
| 17 | Nguyễn Ngọc Hà (1972-)        | 11.2022-nay    | Thiếu tướng (2022)                    | | |
| 18 | Ngô Nam Cường                 | 2.2023 - nay   | Đại tá                                | | |
| 19 | Hoàng Duy Chiến (1974)        | 5.2025 - nay   | Thiếu tướng (2025)                    | | |

## Phó Chính ủy qua các thời kỳ
| TT | Họ tên (năm sinh–mất)       | Nhiệm kỳ          | Cấp bậc                               | Chức vụ cuối cùng                                                            | Ghi chú                                    |
| -- | --------------------------- | ----------------- | ------------------------------------- | ---------------------------------------------------------------------------- | ------------------------------------------ |
| 1  | Trần Thế Môn (1915–2009)    | 1960–1966         | Thiếu tướng (1974)                    | Phó Chánh án Tòa án Nhân dân Tối cao kiêm Chánh án Tòa án Quân sự Trung ương |                                            |
| 2  | Nguyễn Đình Ước (1927–2010) | 1978–1980         | Thiếu tướng (1984) Trung tướng (1994) | Viện trưởng Viện Lịch sử Quân sự Việt Nam (1994–1998)                        |                                            |
| 3  | Hoàng Trọng Tình (1949–)    | 2007–2009         | Thiếu tướng (2006)                    |                                                                              |                                            |
| 4  | Trương Đình Quý (1957–)     | 2009–2011         | Thiếu tướng (2010) Trung tướng (2014) | Chính ủy Trường Sĩ quan Lục quân 1 (2011–2017)                               |                                            |
| 5  | Võ Văn Việt (1957)          | 2011–2012         | Thiếu tướng (2010) Trung tướng (2014) | Chính ủy Quân khu 4 (2012–2017)                                              |                                            |
| 6  | Trần Tiến Dũng (1957–)      | 2012–2017         | Thiếu tướng                           |                                                                              |                                            |
| 7  | Nguyễn Đức Hóa(1962–)       | 2017–2022         | Thiếu tướng (2017)                    |                                                                              |                                            |
| 8  | Đoàn Xuân Bường (1974-)     | 2022 - 18/05/2025 |                                       |                                                                              |                                            |
| 9  | Lê Văn Trung                | 18/05/2024 - Nay  | Thiếu Tướng (2025)                    |                                                                              | Chính ủy Bộ chỉ huy Quân sự tỉnh Thanh Hóa |

## Các tướng lĩnh khác
- Nguyễn Hữu Truyền, Thiếu tướng, nguyên Phó Tham mưu trưởng Quân khu 4[4]  (2010–2017)
- Đặng Ngọc Nghĩa, Thiếu tướng, Phó Tham mưu trưởng Quân khu 4 (2011–2014), hiện là Ủy viên thường trực Ủy ban Quốc phòng và An ninh (2014–nay)[5]
- Nguyễn Văn Hiếu, Thiếu tướng, nguyên Phó Tham mưu trưởng Quân khu 4 (2014–2017)
- Nguyễn Đức Tới, Thiếu tướng, nguyên Phó Tham mưu trưởng Quân khu 4 (2014– 2016), nguyên Chỉ huy trưởng Bộ CHQS tỉnh Hà Tĩnh[6]
- Trần Khắc Bang Thiếu tướng, Phó Tham mưu trưởng Quân khu 4
- Doãn Ngọc Sơn, Thiếu tướng, Phó Cục trưởng Cục Chính trị Quân khu 4[7]
- Trần Minh Thanh, Thiếu tướng (2018), Chủ nhiệm Chính trị Quân khu 4 (9.2017–10.2022)
- Phan Văn Sỹ, Thiếu tướng (2019), Phó Chủ nhiệm Chính trị Quân khu 4 (2017–nay)
- Lê Văn Vỹ, Thiếu tướng (2021), Phó Tham mưu trưởng Quân khu 4 (7.2021–nay)
- Trịnh Văn Hùng, Thiếu tướng (2020), Chủ nhiệm Chính trị Quân khu (10.2022-nay)